# Juan Fernández La Villa
Juan Fernández La Villa, född den 4 juni 1985 i Oviedo, Spanien, är en spansk landhockeyspelare.
Han tog OS-silver i herrarnas landhockeyturnering i samband med de olympiska landhockeytävlingarna 2008 i Peking.